# Rundbau (Loheland)

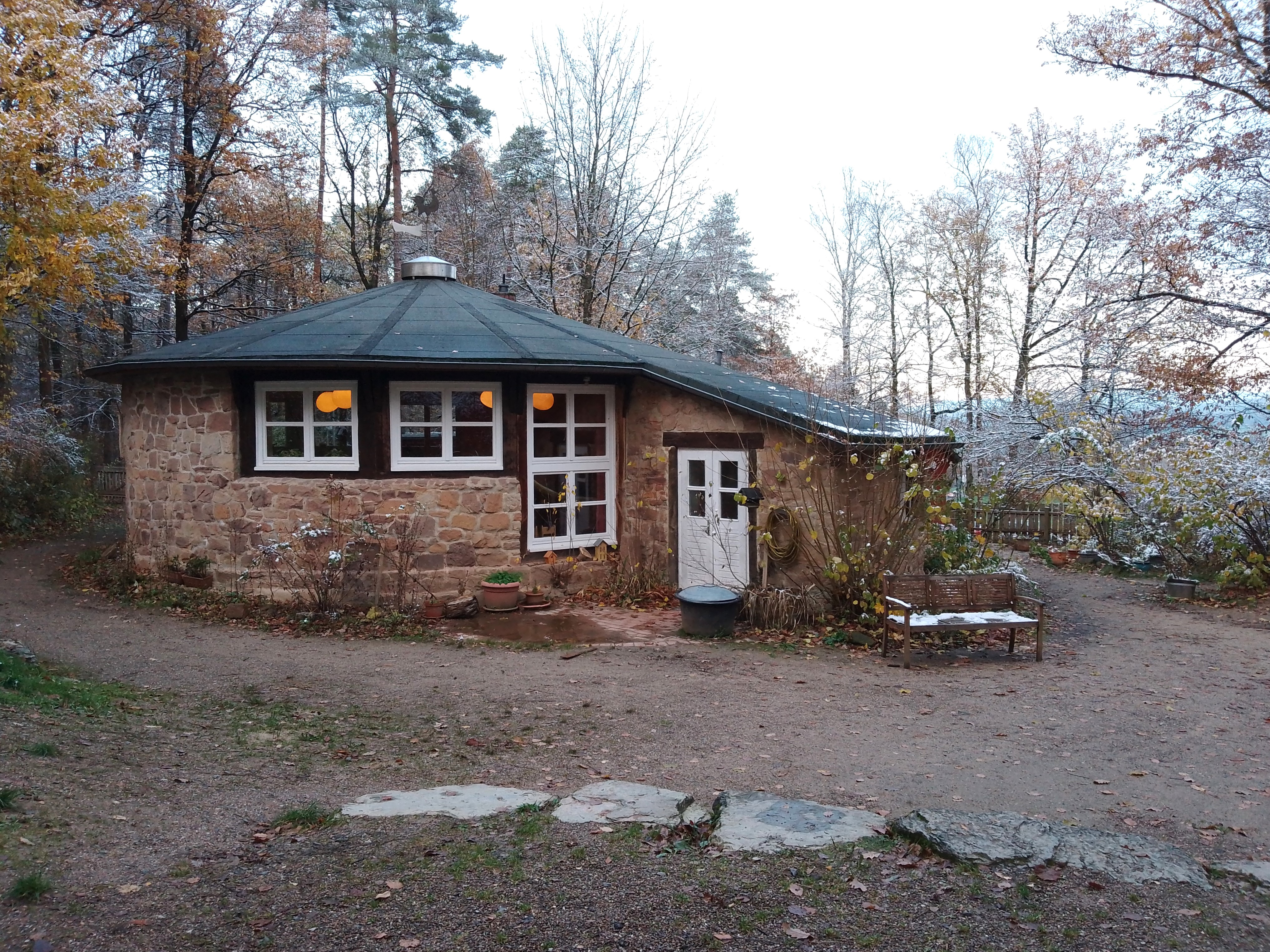
Der Rundbau im November 2022

Der Rundbau in der ehemaligen Frauen-Siedlung Loheland bei Fulda ist ein Kulturdenkmal im Bereich der Gesamtanlage Loheland. Der frühere Gymnastikraum wird heute mit neueren Anbauten aus Holz als Kindergarten genutzt.

## Lage
Als Teil der Ortsteile Dirlos und Pilgerzell in der Gemeinde Künzell bei Fulda liegt das Gebäude innerhalb der Wald-, Wiesen- und Ackerflächen der Siedlung Loheland. Der Bau befindet sich am Übergang der Wiesen an die Waldkante zwischen dem Franziskusbau und dem Steinhaus. Die Lage abseits der Wirtschafts- und Wohnhäuser sollte ursprünglich die Hinwendung der Schülerinnen zum Gymnastikunterricht unterstützen. Der Eulen- bzw. Transformatorenturm liegt hinter dem Rundbau.

## Geschichte
In der Anfangszeit der Lohelandschule für Körperbildung, Landbau und Handwerk gehörte er zu den wichtigsten Bauten. Er wurde 1919/1920 nach dem Entwurf von Louise Langgaard mit Gretel Norkauer errichtet. Kurt Wehlte fertigte die Ausführungsplanung. Die Einweihung wurde am 3. Dezember 1920 gefeiert. Der Bau diente als zentraler Gymnastikraum der Schule. Der kreisrunde Grundriss wurde aus der Nutzung entwickelt und war vorbildlich für spätere, ähnliche Bauten. In einem kleinen Nebenraum wohnte Hedwig von Rohden eine Zeit lang. 1924 wurde ein provisorisches Fotoatelier im Rundbau betrieben, das 1926 als „Lichtbildwerkstatt Loheland“ in den dritten Wagen der Waggonia zog.
Ab 1931 und nach dem Zweiten Weltkrieg diente der Raum länger als Essraum. Heute wird der erweiterte Raum als Waldorfkindergarten genutzt.

## Beschreibung

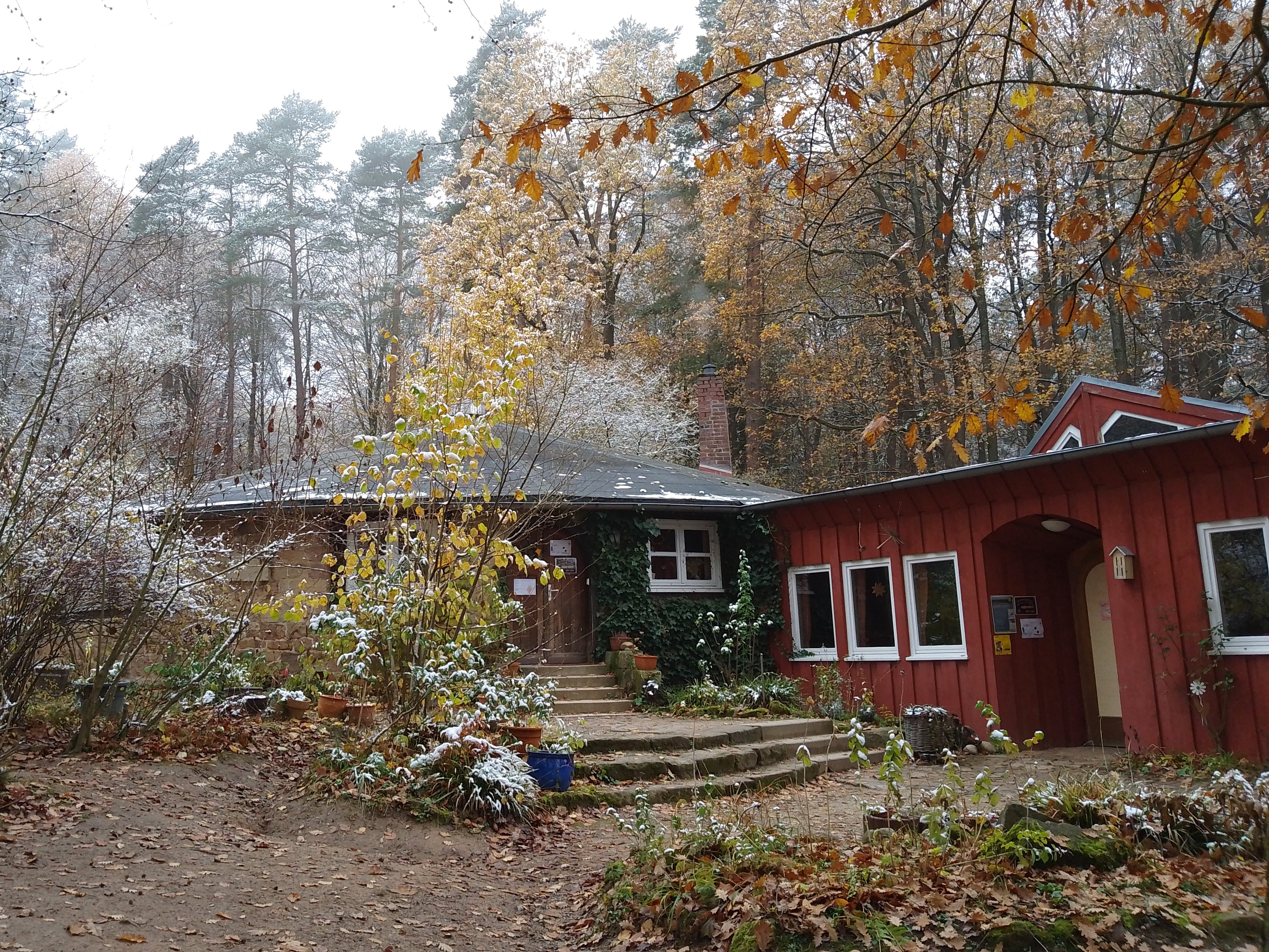
Rundbau mit rotem Kita-Anbau im November 2022

Der runde Massivbau und der bauzeitliche Anbau wurde aus lokalem Sandstein aus dem Steinbruch in Pilgerzell auf einer erhöhten Position des Geländes errichtet. Der runde Gymnastikraum misst 8,50 m im Durchmesser und ist 4,5 m hoch. Im Westen wurde ringförmig der Eingangsraum, die Garderobe, ein Heizraum sowie ein Lehrerinnen-Vorbereitungs- und Aufenthaltsraum angeordnet. Das Dach ist als flaches Kegeldach konstruiert. Die in der Mitte zusammenlaufenden, zweitverwendeten Sparren sind von innen sichtbar. Sie liegen wandseitig auf Konsolen aus regionalem Holz über einem verputzten Ringbalken auf und haben ein rohes Erscheinungsbild. Der Eichenholzfußboden im Gymnastikraum gehört zur funktionalen, bescheidenen Ausstattung. Der Zentralbau ist mit archetypischen Bauformen wie Jurten oder runden Lehmhütten verwandt. Die Fensteröffnungen sind hoch in der Wandfläche angeordnet. Der Bau wirkt eher abweisend, was vermutlich beabsichtigt war, da die Frauen ihre Gymnastik sowie die Studien zur Körperbewegung ohne Kleidung ausführten.
Der neue Anbau des Kindergartens wurde in Holz ausgeführt und harmoniert mit dem historischen Bau.
Das Gebäude ist ein Kulturdenkmal gemäß § 2.1 Hessisches Denkmalschutzgesetz innerhalb der Gesamtanlage Loheland gemäß § 2.2.1 Hessischen Denkmalschutzgesetz.